# ابن علقمة الصدفي
ابن علقمة الصدفي
مؤرخ أندلسي

## نسبه
محمد بن الخلف بن الحسن بن إسماعيل الصدفي، بلنسي، أبو عبد الله، ابن علقمة ..

## مولده
مولده سنة ثمان وعشرين وأربع مئة ، ولد في مدينة بلنسية بالأندلس وعاش فيها وتأدب على شيوخ بلده، وكان شاعرًا،وناثرًا، انتحل الكتابة في أحد الدواوين بشرق الأندلس، سجل لنا أحداث بلده بلنسية في كتاب أسماه البيان الواضح في الملم الفادح وذلك قبل سنة 500 هـ ، الذي قص فيه أخبار هذه المدينة في أيامه.

## شيوخه
صحب أبا محمد بن حيان الأروشي وأمثاله.

## تلاميذه
```
روى عنه ابنه عبد الله.
[
2
]
```

## وفاته
```
توفي يوم الأحد لخمس بقين من 
شوال
 تسع وخمس مئة؛ 
509هـ
/
1115م
.
[
2
]
```

## من مؤلفاته
- كتاب: البيان الواضح في الملم الفادح. كتبه الناس عنه، وأفاد منه ابن الأبار في التكملة، وابن عذاري في البيان المغرب.[5][6]